# Captain Robert Bennet Forbes House
Das Captain Robert Bennet Forbes House (ehem. auch American China Trade Museum) ist ein öffentlich zugängliches Museum in Milton im Bundesstaat Massachusetts der Vereinigten Staaten. Es ist seit 1966 als National Historic Landmark im National Register of Historic Places eingetragen.

## Beschreibung
Das nach seinem Eigentümer Robert Bennet Forbes benannte Haus wurde 1833 im Stil des Greek Revival auf einem Grundstück errichtet, das Roberts Bruder John Murray Forbes 1816 erworben hatte. Robert nahm Einfluss auf die Gestaltung des Hauses, weshalb es viele nautische Anspielungen aufweist. So führt beispielsweise eine einem Leuchtturm nachempfundene Treppe in das oberste Stockwerk, das von einer achteckigen Kuppel dominiert wird. Von dort konnten Roberts Mutter und seine Schwester den Schiffsverkehr im Bostoner Hafen beobachten.
In den 1880er Jahren wurden umfangreiche bauliche Veränderungen vorgenommen; so wurden das Dachniveau erhöht und bisher vorhandene Bullaugen durch herkömmliche Fenster ersetzt. Durch Hinzufügen eines rückwärtigen Gebäudeflügels wurden neue Räume geschaffen und die Kamine wurden durch zeitgemäße Versionen ersetzt. Zudem wurde eine Veranda angebaut.

## Historische Bedeutung
Robert Forbes wurde in eine Händlerfamilie hineingeboren und arbeitete bereits mit 13 Jahren im Unternehmen seines Onkels mit. Mit 21 Jahren führte er sein erstes Handelsschiff und übernahm in den 1820er Jahren erstmals Verantwortung für den Unternehmensstandort in China. Während des ersten Opiumkriegs erzielte Forbes erhebliche Profite, weil China den Handel mit dem Vereinigten Königreich weitgehend eingestellt hatte. 1849 übernahm er die Leitung des Unternehmens Russell & Company, die sich auf den amerikanisch-chinesischen Handel mit Tee, Seide und Opium spezialisiert hatten.
Forbes besaß mehrere Handelsschiffe vollständig und hielt an weiteren Schiffen Anteile. Er befürwortete bereits sehr früh Neuentwicklungen wie Dampfschiffe oder Stahlschiffe. Er engagierte sich zudem humanitär, indem er während der Großen Hungersnot in Irland Lebensrettungseinrichtungen errichtete und Unterbringungsmöglichkeiten für Seeleute unterstützte. Während des Sezessionskriegs baute er auf eigene Kosten Schiffe für die Unionstruppen.